# Henning Sjökvist
Henning Sjökvist (* 27. Januar 1998 in Borlänge, Dalarnas län) ist ein schwedischer Biathlet. Er gab 2023 sein Debüt im Weltcup.

## Sportliche Laufbahn
Henning Sjökvist gab sein internationales Debüt bei den Olympischen Jugendspielen 2016 in Lillehammer und erzielte zwei Top-25-Ergebnisse. In den folgenden drei Jahren nahm er jeweils ausschließlich an den Jugend- oder Juniorenweltmeisterschaften teil, verpasste aber in sämtlichen Individualwettkämpfen die Medaillen- und auch Punkteränge deutlich. Seine erste und einzige internationale Medaille auf Juniorenebene gewann der Schwede bei den Junioreneuropameisterschaften 2018 schließlich an der Seite von Amanda Lundström als Dritter des Single-Mixed-Bewerbs. Im Dezember 2019 gab er in Ridnaun sein Debüt im IBU-Cup und bestritt dort einige Wettkämpfe, im Winter 2020/21 erhielt er keine internationalen Einsätze. In der darauffolgenden Saison lief Sjökvist durchgehend im IBU-Cup und lief mehrfach in die Punkteränge, als bestes Ergebnis kam dabei ein zehnter Platz in der Verfolgung von Ridnaun zustande. Am gleichen Ort erzielte er mit Ingela Andersson, Elisabeth Högberg und Emil Nykvist auch seinen ersten Podestplatz im IBU-Cup. Ende 2022 sorgte er für eine Überraschung, als er sich vor Sebastian Samuelsson zum schwedischen Meister im Einzel kürte.
2023 nahm Sjökvist erstmals an Europameisterschaften teil und belegte im Einzel nach fehlerfreiem Schießen Rang 11, am Saisonende bekam er in Oslo als Ersatz für Samuelsson seinen ersten Einsatz in einem Weltcuprennen und schloss den dortigen Sprint als 97. ab. Auch in der Saison 2023/24 lief der Schwede wieder im IBU-Cup und erzielte recht konstant gute Leistungen. In Obertilliach erreichte er mit Rang acht im Verfolger sein bisher bestes Einzelergebnis auf dieser Ebene, in Kontiolahti lief er mit Emil Nykvist, Sara Andersson und Anna-Karin Heijdenberg zum zweiten Mal auf das Podest und musste sich lediglich den Norwegern geschlagen geben. Aufgrund Kopf- und Gesichtsschmerzen mit unbekannter Ursache, die zu Beginn der Saisonvorbereitungen im Sommer 2024 erstmals auftraten, kann Sjökvist seither keine Wettkämpfe bestreiten.

## Persönliches
Sjökvist stammt aus Borlänge, lebt und trainiert aber am Biathlonstützpunkt in Östersund.

## Statistiken

### Weltcupplatzierungen
Die Tabelle zeigt alle Platzierungen (je nach Austragungsjahr einschließlich Olympische Spiele und Weltmeisterschaften).
- 1.–3. Platz: Anzahl der Podiumsplatzierungen
- Top 10: Anzahl der Platzierungen unter den ersten zehn (einschließlich Podium)
- Punkteränge: Anzahl der Platzierungen innerhalb der Punkteränge (einschließlich Podium und Top 10)
- Starts: Anzahl gelaufener Rennen in der jeweiligen Disziplin
- Staffel: inklusive Mixed- und Single-Mixed-Staffeln

| Platzierung               | Einzel | Sprint | Verfolgung | Massenstart | Staffel | Gesamt |
| ------------------------- | ------ | ------ | ---------- | ----------- | ------- | ------ |
| 1. Platz                  |        |        |            |             |         |        |
| 2. Platz                  |        |        |            |             |         |        |
| 3. Platz                  |        |        |            |             |         |        |
| Top 10                    |        |        |            |             |         |        |
| Punkteränge               |        |        |            |             |         |        |
| Starts                    |        | 1      |            |             |         | 1      |
| Stand: Saisonende 2023/24 |        |        |            |             |         |        |

### Olympische Jugend-Winterspiele
Die Tabelle zeigt alle Platzierungen bei Olympischen Jugendspielen:
| Olympische Winterspiele | Olympische Winterspiele | Einzelwettbewerbe | Einzelwettbewerbe | Staffelwettbewerbe | Staffelwettbewerbe |
| Jahr                    | Ort                     | Sprint            | Verfolgung        | Mixedstaffel       | S.-M.-Staffel      |
| ----------------------- | ----------------------- | ----------------- | ----------------- | ------------------ | ------------------ |
| 2016                    | Lillehammer             | 21.               | 23.               | 11.                | 8.                 |

### Jugend-/Juniorenweltmeisterschaften
Sjökvist nahm 2017 an den Jugend- und ab 2018 an den Juniorenwettkämpfen teil.
| Weltmeisterschaften | Weltmeisterschaften | Einzelwettbewerbe | Einzelwettbewerbe | Einzelwettbewerbe | Herrenstaffel |
| Jahr                | Ort                 | Einzel            | Sprint            | Verfolgung        | Herrenstaffel |
| ------------------- | ------------------- | ----------------- | ----------------- | ----------------- | ------------- |
| 2017                | Osrblie             | 77.               | DNF               | –                 | 16.           |
| 2018                | Otepää              | 61.               | 46.               | 52.               | 12.           |
| 2019                | Osrblie             | 56.               | 85.               | –                 | 14.           |
| 2020                | Lenzerheide         | 58.               | 55.               | 56.               | 8.            |